# Schradera montana
Schradera montana là một loài thực vật có hoa trong họ Thiến thảo. Loài này được (Korth.) Puff, R.Buchner & Greimler miêu tả khoa học đầu tiên năm 1998.